# 쿤밍 항공
쿤밍 항공(중국어: 昆明航空公司, 영어: Kunming Airlines)은 중화인민공화국 쿤밍에 기반을 둔 항공사로 선전 항공의 자회사이다.

## 역사
2005년, 쓰촨 항공이 4백만 달러를 투자하여 쿤밍 항공을 인수, 본격적인 여객 및 화물 운송 서비스를 시작하였다. 당시 승무원은 쓰촨 항공에서 제공하였고 쿤밍 항공의 지분은 개인 투자가가 60% 투자하였고 쿤밍 우자바 국제공항에 허브를 두어 운항을 시작하였다. 그리고 2009년, 선전 항공이 80%의 지분을 인수하여 선전 항공의 자회사가 되었다.

## 보유 기종
- 2020년 1월 현재 쿤밍 항공은 다음과 같이 보유하고 있으며 평균 기령은 9.5년이다.[3]